# أرزية ماسترزية
الأرزية الماسترزية نوع شجري يتبع جنس الأرزية من الفصيلة الصنوبرية.

## البيئة والانتشار
توجد في الصين فقط. هذا النوع مهدد بالانقراض بسبب خسارة موئله.